# 如拙

代表作「瓢鮎図」

如拙（じょせつ、生没年不詳）は、南北朝時代から室町時代中期の画僧。道号は大巧（たいこう）。絶海中津（ぜっかいちゅうしん）が『老子』の「大巧は拙なるが如し」にちなんで名づけたという。

## 伝記
伝記については不明な点が多いが、本朝画史や「墨梅図」の賛によると九州出身で、応永年間（1384年-1429年）室町幕府4代将軍足利義持の命により「瓢鮎図（ひょうねんず）」を描いたこと、文安5年（1448年）夢窓疎石の碑銘を刻む石を探すために義持の命で四国に出向いたこと（『臥雲日件録』）、などが知られる。足利将軍家と密接な関係を持ち、相国寺にいたことはほぼ確実である。
相国寺の画僧雪舟に祖と仰がれ、狩野派や長谷川等伯などによって日本における漢画（唐絵）の祖としての地位を与えられた。

## 作品
- 瓢鮎図 （京都・退蔵院） 1幅 紙本墨画淡彩 国宝 [1]
- 王羲之書扇図 （京都国立博物館） 1幅 紙本墨画 重要文化財 [2]

### 伝如拙作品
- 墨梅図 （正木美術館） 1幅 紙本墨画 絶海中津賛 重要文化財
- 琴棋図屏風 （京都・龍光院） 六曲一隻 紙本墨画淡彩重要文化財
- 高士探梅図 （個人蔵） 1幅 紙本墨画 重要文化財
- 三教図 （京都・建仁寺両足院） 1幅 紙本墨画 重要文化財
- 三教図 （ベルリン国立東洋美術館） 1幅 紙本墨画

## 参考資料
- 金沢弘編 『日本の美術334 水墨画 如拙・周文・宗湛』　至文堂、1994年
- 金沢弘編 『日本の美術207 室町絵画』　至文堂、1983年
- 松下隆章 座右宝刊行会編 『日本美術絵画全集　第2巻　如拙／周文』 集英社、1978年（普及版は1982年）